# Grauman's Egyptian Theatre
Grauman's Egyptian Theatre är en biograf i egyptisk stil i Hollywood i USA, vid Hollywood Boulevard.  Den invigdes den 18 oktober 1922. Den byggdes av impressarion Sid Grauman som också några år senare (1927) byggde den närliggande Grauman's Chinese Theatre.
Biografen invigdes i en tid av förnyat intresse för fornegyptisk kultur, och vid denna tid de kommande decennierna syntes mumier och pyramider återkommande i populärkulturen.

## Historik

### Ursprunglig design
Biografsalongen var ursprungligen planerad för cirka 2 000 personer. Vid invigningen hösten 1922 hade salongen totalt 1771 platser – alla på parkett. Vid den bakre salongsväggen fanns sex stora fönsternischer, varav en kan ha varit Sid Graumans privata balkong.
På båda sidorna i salongen fanns "sångarbås", vilka utnyttjades till de utarbetade filmprologer som Grauman lät arrangera före själva filmvisningen vid de olika föreställningarna. Prosceniet – valvet mellan scenen och salongen – flankerades av två par av stora gipspelare, var och en med en diameter på sex fot (1,8 meter). Sfinxfigurer var placerade mellan pelarna.
I taket ovanför prosceniet syntes en central utsmyckning – återigen i gips – med en bevingad skarabé (Khepri) och en traditionell medaljong och ett antal ormar. Gipsdesignen var bakgrundsbelyst, och ljuset filtrerades genom ett antal öppna hål.
I taket fanns även plats för två orglar, som dolda från direkt insyn från åskådarna kunde höras genom ett centralt placerat galler. På grund av en maximal höjd på 15 fot (5 meter) var de allra längsta orgelpiporna tvungna att placeras längs med väggen till vänster om scenen; El Capitan Theatre några kvarter västerut på Hollywood Boulevard hade samma orgelarrangemang.
I salongen fanns även ett stort orkesterdike, för att kunna husera den orkester som ackompanjerade de påkostade prologerna. Utanför själva teaterbyggnaden, och synligt ut mot gatan, fanns en stor "gård", där biobesökarna kunde umgås inför filmens start. Den här ytan användes även som marknadsföringsplats, och inför 1924 års premiär på Tjuven i Bagdad placerade man ut en staty i skala 1:1 av en elefant.

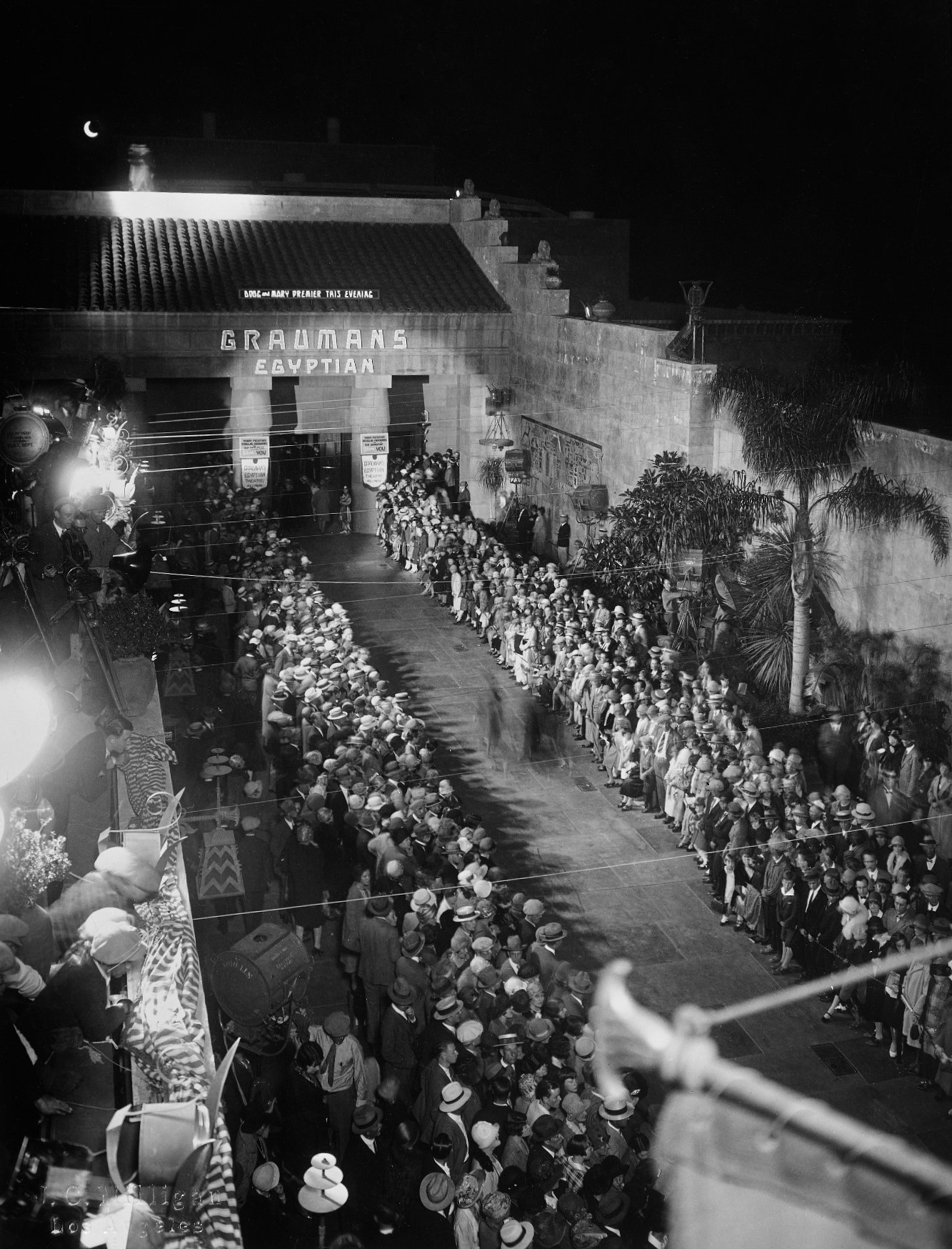
Premiär på biografen, 1922.

### Invigning
Biografen invigdes 1922, efter att ursprungligen ha varit uttänkt i spansk stil. 1920-talet var dock en tid med återuppväckt intresse för forntidens Egypten, vilket ledde till en komplett omdaning i arkitektfirman Meyer & Hollers design. En månad efter invigningen spreds sensationen om Howard Carters upptäckt av Tutankhamons gravkammare och mumie över världen, vilket ledde till fortsatt fornegyptisk intresse hos biobesökarna.
Den första filmen som visades på biografen var dock Robin Hood med Douglas Fairbanks, Wallace Beery, Sam De Grasse, Enid Bennett och Alan Hale. Enligt uppgift inkluderade filmprologen denna gång en kopia av filmens Nottingham Castle, placerad på biografscenen. Inför visningen arrangerades för den kanske första riktiga "Hollywoodpremiären", med filmens stjärnor som trädde in via den yttre gården och ett pressuppbåd som kunde se det hela från högre höjd.

### Drift, ombyggnader, stängning
Biografen drevs i ungefär samma regi fram till 1949. Det året överlämnades biografdriften till United Artists, efter ett avtal som skiljde studiorna från deras biografkedjor. Efter en mindre ombyggnad återöppnades biografen den 2 december samma år.
En ytterligare ombyggnad genomfördes 1955, för att kunna ge möjlighet till TODD-AO-projektorer (70 mm-film; jämför 1950-talets övergång till bredare biodukar) i samband med en längre visningsperiod av Oklahoma!. I samband med detta plockades delar av det ursprungliga prosceniet bort, och antalet sittplatser sänktes till 1318.
1968 skedde en ny och mer omfattande ombyggnad, för att kunna hantera Dimension 150-projektorer. Samtidigt ökades antalet platser till 1340. Installation av den 70 fot (21 meter) breda bioduken innebar att hela det ursprungliga prosceniet fick lov att plockas bort.
Biografen stängdes 1992, och den övertogs därefter av Community Redevelopment Agency. Ett år sedan förklarade staden Los Angeles anläggningen som ett historisk-kulturellt minnesmärke (jämför svensk K-märkning). Under 1994 års Northridge-jordbävning drabbades den av omfattande skador, och man förklarade det K-märkta monumentet som instabilt och farligt att vistas i.
1996 såldes byggnaden till föreningen American Cinematheque, som lät reparera och renovera den för 12,8 miljoner dollar. Exteriören återställdes till dess ursprungliga utseende, medan interiören "uppgraderades" till mer modern standard, med 616 (ursprungligen noterat som 630) platser. De olika hieroglyferna återskapades med gipskonturer som förtydligade deras ursprungliga platser.

### Återinvigning, senare år

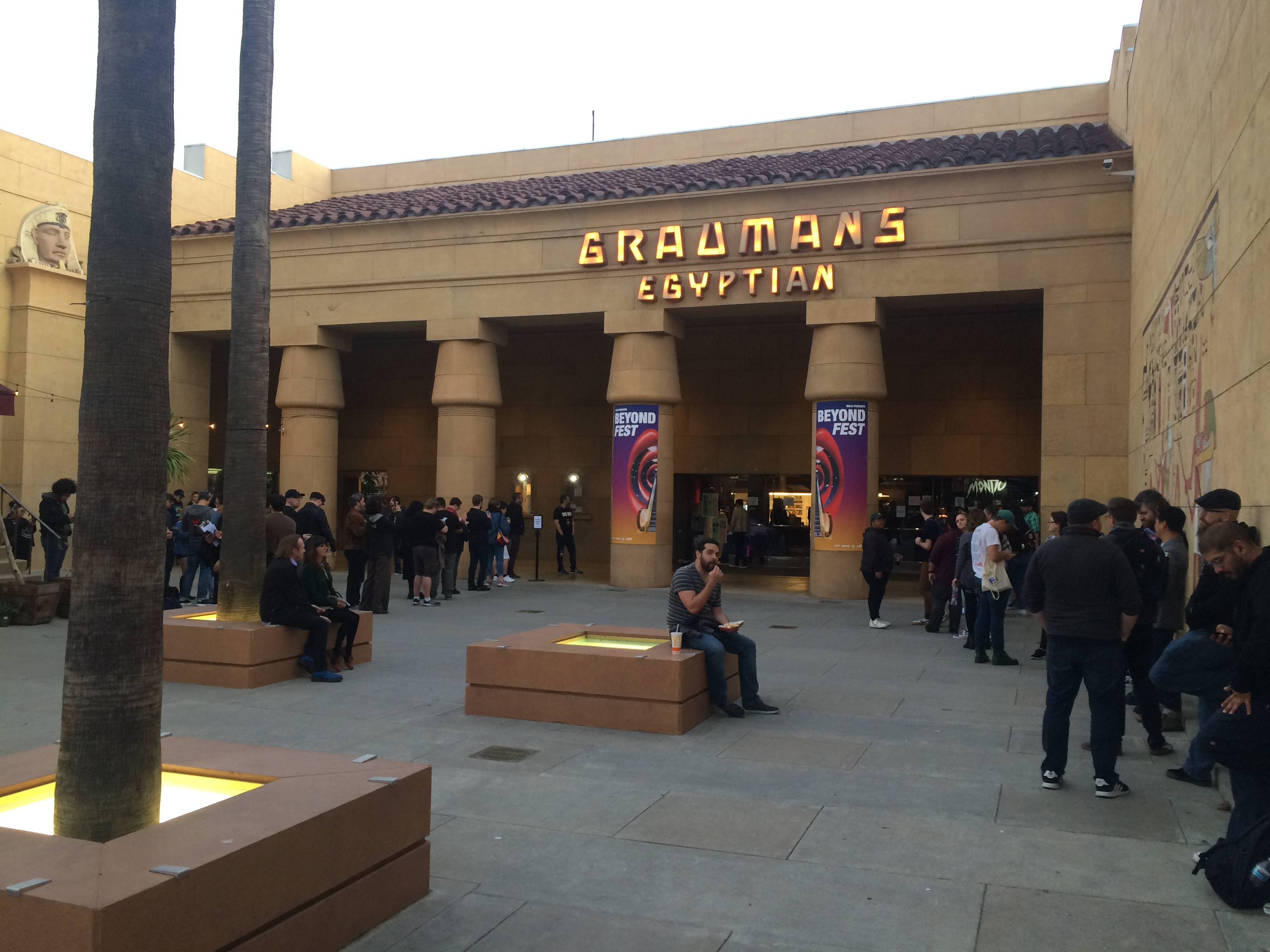
Premiär av filmen Mister America på biografen, 2019.

4 december 1998 återinvigdes biografen, med nypremiären av Cecil B. DeMilles stumfilm De tolv budorden från 1923. Man kunde även lyssna på filmens ursprungliga orkestermusik. Filmvisningen skedde på samma plats som filmens urpremiär, på dagen 75 år tidigare.
År 2016 kompletterades utrustningen, bland annat för att ge möjlighet att – som en av endast fyra biografer i USA – ge möjlighet att visa 35-millimeters cellulosanitratfilm. Man uppgraderade samtidigt säkerhetsutrustningen i projektorrummet, med tanke på den här filmtypens höga brandfarlighet.
År 2020 köptes biografen av Netflix, som planerar att renovera den och modernisera utrustningen. American Cinemateque har dock fortsatt med sina visningar på fredagar, lördagar och söndagar, medan Netflix tänker använda anläggningen till sina premiärer och andra evenemang med anknytning till sin växande filmverksamhet.